# سكوت ميلر (لاعب كرة قدم أمريكية)
سكوت ميلر (بالإنجليزية: Scott Miller)‏ هو لاعب كرة قدم أمريكية أمريكي، ولد في 20 أكتوبر 1968 في فينيكس في الولايات المتحدة.

## وصلات خارجية
- سكوت ميلر على موقع مرجع كرة القدم المحترفة.كوم (الإنجليزية)